# لمعلمين (حرفيو المغرب)

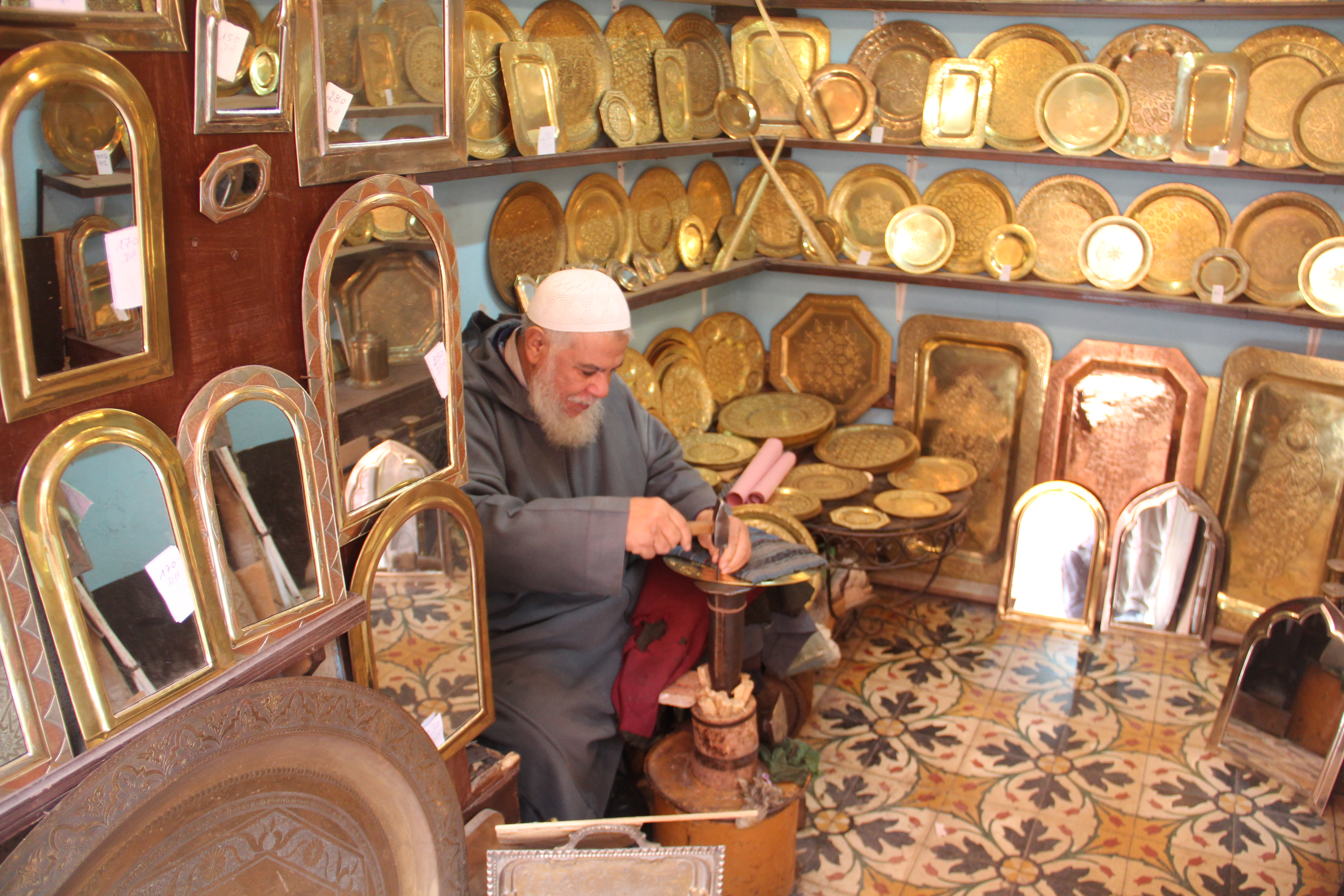
مْعَلَّمْ في ورشته التقليدية في مراكش.

لَمْعَلْمينْ أو لَمْعَلْمِيَّة هو وصف يُطلق في المغرب على جميع الحرفيين المتخصصين في الفنون التقليدية والحرف اليدوية المغربية.
من بين هذه التخصصات العديدة هناك الزليج، وتدلاكت، والخشب، والجبس، والسيراميك، والحديد، والأواني النحاسية.

## الوضع
تُوضح المعمارية المغربية سليمة الناجي، أنّ لمعلمين هم حرفيون بارعون يمتلكون علمًا اكتسبته أصابعهم على مدى العمر.
الصناعة التقليدية في المغرب ليست مجرد قطاع بسيط لإنتاج السلع والخدمات، لأنها تشير إلى حضارة بعيدة، إلى فن تقليدي وإلى ثقافة شعب بأكمله. يرتبط التاريخ الحديث للحرف اليدوية ارتباطًا وثيقًا بالتطور الشامل للاقتصاد المغربي. في نهاية القرن التاسع عشر وبداية القرن العشرين، كان الاقتصاد المغربي مرتبطًا ارتباطًا وثيقًا بالزراعة والحرف اليدوية، مما شكّل النشاطين الاقتصاديين الرئيسيين. من الواضح أن النشاط الزراعي مرتبط ارتباطًا وثيقًا بالحياة الريفية، ويتميز النشاط الزراعي بشدة عن النشاط الحرفي الذي ترتبط سمعته ارتباطًا وثيقًا بسمعة المدن التاريخية الكبيرة.
تعتبر الحرف اليدوية مهمة بشكل خاص في مدينة فاس، حيث وفقًا لمسح أجري في عام 2000، فإن "الحرفيين والعمال المهرة في الحرف اليدوية يشكلون الفئة المهنية الأكثر تمثيلا (ما يقرب من واحد من كل ثلاثة أفراد). في بعض الأحياء الخمس الرئيسية بالمدينة، ينتمي أربعة من كل عشرة أرباب أسر إلى مجال الحرفيين، ولا سيما في مدينة فاس القديمة. لا تزال الحرف اليدوية التقليدية هي السمة المميزة الشهيرة لفاس، مثل الزليج (الفسيفساء) والنقش على الجبس وغيرها. يظل الحرفيون، كما في القرون السابقة، مقسمين إلى ثلاث فئات رئيسية: الحرفيون الرئيسيون (لمعلمين الصْنايْعِيّة)، والعمال (الصْنايْعِيّة)، والمتدربون (لْمَتْعَلْمينْ). لا تزال مهنة الحرفي حتى اليوم مسألة إرث إلى حد كبير، حيث إن أكثر من سبعة من كل عشرة أطفال للحرفيين يمارسون نفس النشاط المهني.
في الوسط الحرفي، يكون الاختلاف في المكانة بين الحرفيين قبل كل شيء، حسب رأيهم، نتيجة إتقان غير متكافئ للمعرفة العملية. الحرفي بارع بسبب معرفته ومهارته الفائقة. هذه المعرفة هي مبدأ التقسيم الصارم للمهام والتمييز بين المتدربين والعمال والحرفيين الرئيسيين. يشاركون في الإنتاج من خلال عملهم، وهو عمل يدوي في الأساس. يمارسون نشاطهم لحسابهم الخاص، بمفردهم أو بمساعدة أفراد الأسرة (العمال والمتدربين) الذين يتقاضون راتباً في المقابل. عند العمل مع رئيس في ورشة عمل، عمل "الصنايعية" على مشاريع يتم التفاوض عليها مباشرة بين الرئيس والزبون.

## التكوين/التدريب

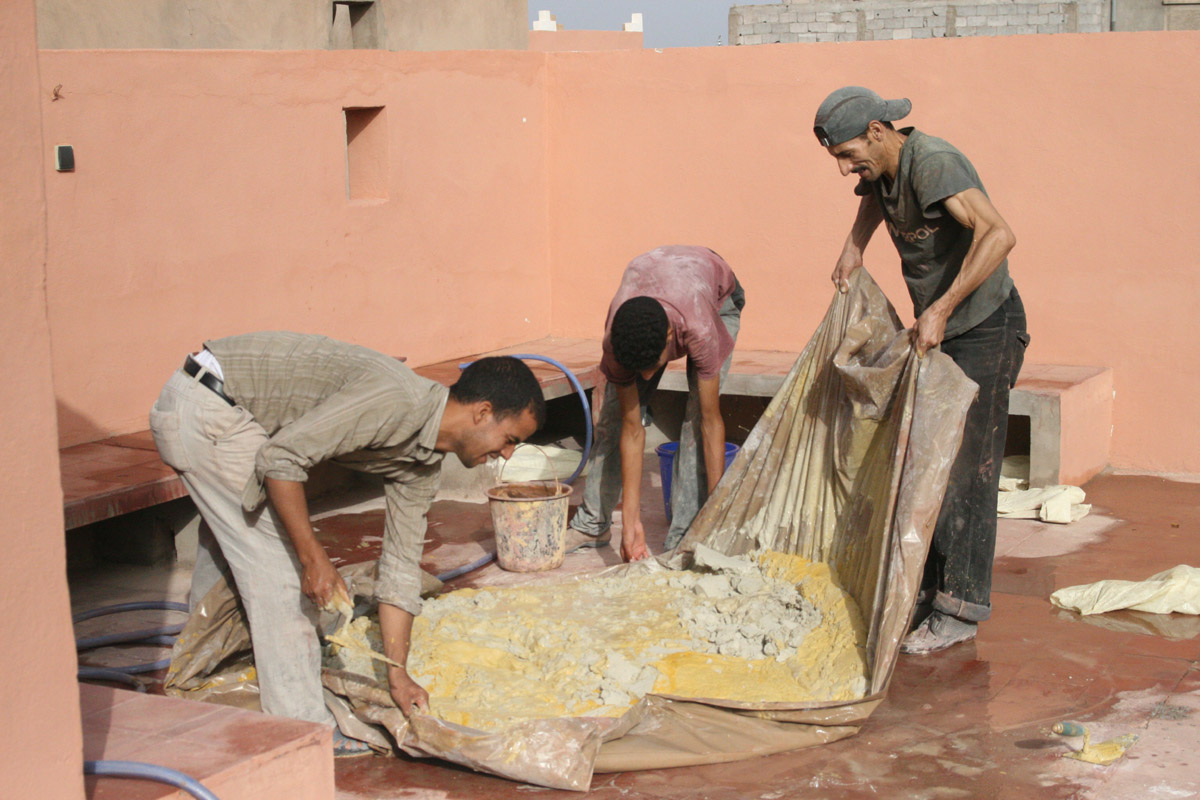
تخليط طحين الصباغة مع الماء والصبغة الصفراء لصنع التدلاكت في رياض دار ريتا في مدينة ورززات المغربية.

تقنيات ومعرفة لمعلمين هي فن ينتقل من جيل إلى جيل. في التدريب المهني التقليدي، يتم الحصول على التكوين "في العمل": لا يوجد تعليم تقني رسمي، حيث يراقب المتدرب كيف يتم العمل، ويجب أن يجد بنفسه كيفية إعادة إنتاج الطرق التي لاحظها. يتم تدريب المعلمين تقليديا في ورش عمل هي مراكز تعليمية حيث يتم تعليم الحرف القديمة للشباب. تمثل المهارة الحرفية المعرفة التي تراكمت وتشكلت على مدى قرون.

## أعمال لمعلمين المغاربة حول العالم
- ترميم مسجد باريس الكبير بفرنسا[8]
- ترميم قصر الحمراء (غرناطة) باسبانيا[9]
- إنشاء الجناح المغربي في عالم والت ديزني العالمي بالولايات المتحدة[10]
- إنشاء الحديقة الشرقية في حدائق العالم [الإنجليزية] في ألمانيا[11]
- إنشاء مسجد داكار الكبير في السنغال[12]
- إنشاء مسجد ستراسبورغ بفرنسا[13]
- إنشاء جامع الشيخ زايد في الإمارات[14][15]

## التخصصات
يتعدد أنواع لَمْعَلْمِيّة في المغرب بتعدد التخصصات الحرفية، حيث يُركّز كل مْعَلَّمْ على تخصص معين.

### مْعَلَّمْ الجبس
يشير إلى المعلم الحرفي المتخصص في الجبس المنقوش.
الجبس أو فن النحت على الجبس هو تقنية نحت قديمة تجعل من الممكن إحداث تصاميم الجبس، بشكل أساسي للأغراض الزينة والمعمارية. عادة ما يغطي الجبس الجزء العلوي من الجدران، لكنه يزين أيضًا الأروقة والأسقف والقباب. وهي تتألف من تركيبة بارزة لنصوص خطية أو أنماط هندسية. يمكن رؤية هذه الزخارف في أشهر المباني في البلاد، مثل القصر الملكي في الرباط أو قصبة تلوات. للزصزل إلى الشكل النهائي، فإن الأمر يتطلب وقتا طويلا وعملا دقيقا. في البداية، يوضع الجبس في طبقة سميكة ومتجانسة على سطح الجدار، مملوءة بالمسامير لتثبيت أفضل. يسمح وقت التجفيف الطويل نسبيًا للجبس الحرفيين بنحت المادة بدقة. ولكن قبل قطع الجبس ونحته بالإزميل والحفر، يتم تتبع الأنماط باستخدام نقطة جافة [الإنجليزية] ومسطرة وبوصلة وقوالب ومرسام. تتحول الكتلة الملساء تدريجيًا إلى دانتيل يُزيّن الجدران والأسقف.

### مْعَلَّمْ تدلاكت

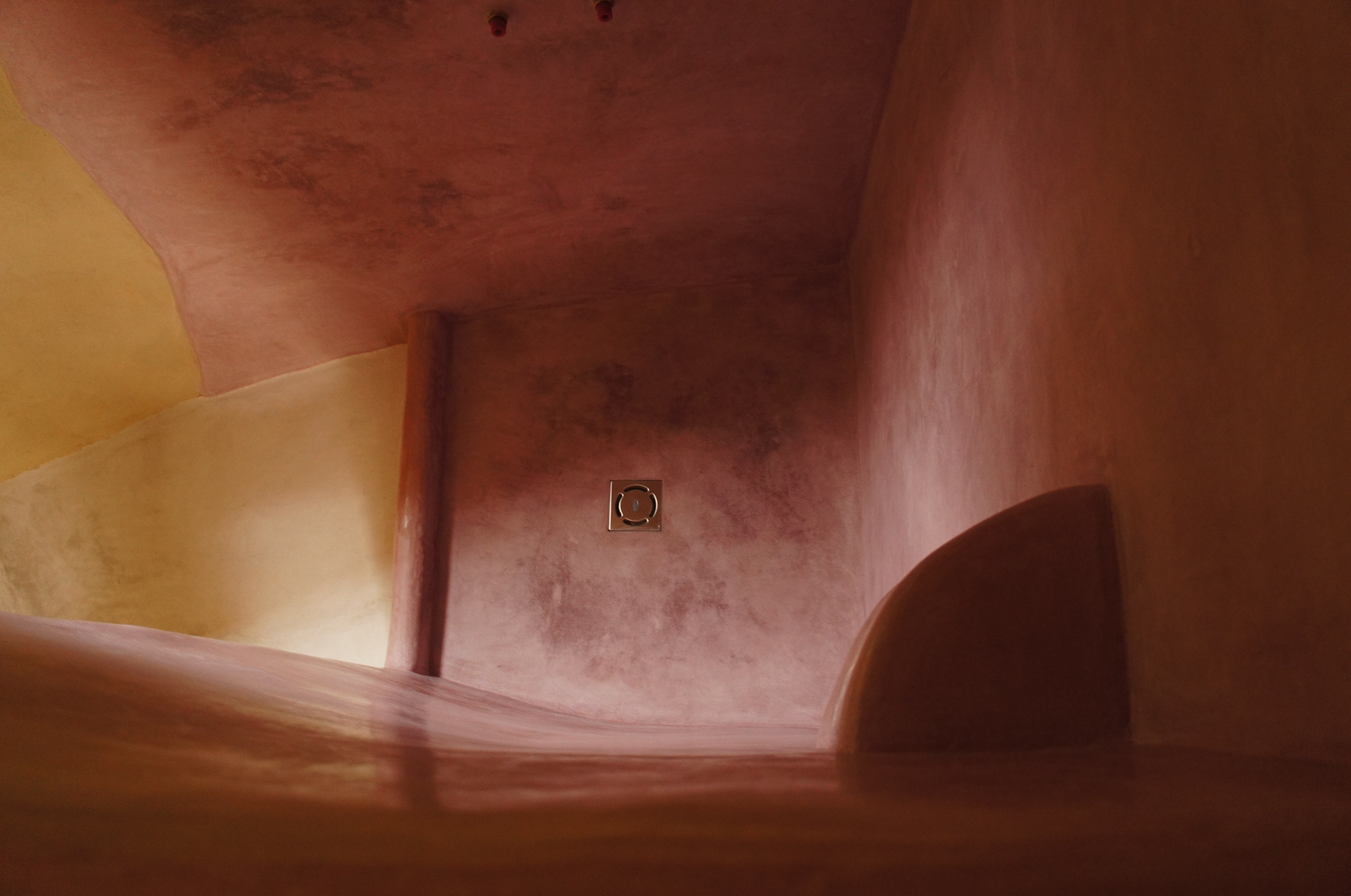
تدلاكت في حمام.

يشير إلى الحرفي المتخصص في التدلاكت.
الزخارف الجصية أو التدلاكت عبارة عن جير مائي لامع ومقاوم للماء. يُستعمل في العمارة المغربية لبناء أحواض الاستحمام وأحواض الغسل وأوعية الماء وجدران داخلية وخارجية وسقوف وسطوح وحتى الأرضيات. هي مصنوعة من جبس الجير الذي يتم دكه وتلميعه ومعالجته بصابون طبيعي معين يعتمد على زيت الزيتون، الذي يجعلها مضادة أو كارهة للماء. التدلاكت متعبة التطبيق، ولكنها متينة.
يخضع الحرفيون المغاربة (المعلمين) للتدريب لسنوات عديدة لإتقان هذه التقنية. بعد المقالات العديدة المنشورة في مجلات الديكور وإعجاب مجموعات جيت سيت [الإنجليزية] الدولية المتجهة بمراكش، دفع اهتمام الجمهور بالتدلاكت المصنّعين إلى ابتكار مواد حديثة مشابهة لتدلاكت.

### مْعَلَّمْ الزليج
يشير إلى الحرفي المتخصص في الزليج.
الزليج فسيفساء عناصرها عبارة عن قطع من البلاط الخزفي الملون المستخدم في الزخرفة الفنية في المغرب. في عمل لمعلم (الزلايجي)، يعتبر إبداعه عملا متخيلا غير عادي. مهما كان حجم قطع الزليج، يجب على لمعلم الزلايجي أن يصنع عينة من الشكل والنمط. يتم صنعه باستخدام مينا مرئي ويوضع بشكل مقلوب. لتحديد الأنماط والألوان، ينفذ لمعلم لوحته الأصلية على الرمال، ثم يعتمد الفرّاغ (لمعلم الفرّاغ) على هذه العينة للقيام بعمله. قبل الشروع في تركيب وتجميع الزليج، يأخذ لمعلم الخطّاط الأبعاد بمقياس يضع له مسطرة ويضع علامات بقلم رصاص. بمجرد تشكيل لوحة الزليج، يقوم لمعلم برشها بالجبس والأسمنت الذي يتم بعد ذلك ترطيبه من أجل لصق القطع المختلفة معا. يعرف الفرّاغ جميع أشكال القطع ويعرف بالعادة أن هذه القطعة تأتي تلقائيًا حول وردة مركزية أو أن قطعة أخرى تعمل كمفصل بين وردة كبيرة ووريدات صغيرة. يمكن أن تُشكّل لوحة الزليج من عدة معلمية في نفس الوقت. يحدث أن توضع قطع الزليج بعيدة عن بعضها البعض، ثم يتم تجميعها معا لأن الجميع يعرف موقعها مسبقا.

### مْعَلَّمْ الخشب
يوجد في المغرب ثلاثة أنواع من الأعمال الخشبية:
- الخشب المصبوغ: يرسم الحرفي المسمى "الزوّاق" جميع أنواع الخشب، ويهم هذا الفن صباغة وتزيين الخشب بألوان مختلفة ومنسجمة. يتم تجهيز الدعامة المراد تزيينها أولاً وصقلها ومطليها باللون الأحمر القرميدي أو الأخضر الفستقي أو الأزرق الأرجواني. بالنسبة للطلاء، يستخدم الحرفي فرشا مختلفة.
- الخشب المنحوت: يقوم الحرفي المسمى "النّقّاش" بنحت أنواع مختلفة من الخشب باستخدام الأزاميل ذات الأشكال والأحجام المختلفة. يبقى خشب الأرز أكثر الأخشاب استخدامًا.
- الخشب المخروطي: يستخدم الحرفي المسمى "الخرّاط" أنواعًا مختلفة من الأخشاب مثل خشب الأبنوس والسنغو وشجرة الليمون والأرز. تتكون أدوات الحرفي من مخرطة يدوية "المخرطة" وقوس وإزميل.
- الخشب المرصّع (ماركترييه): يستخدم الحرفي في شمال المغرب خشب الماهوجني كدعم زخرفي.

يُغلف الحرفي المسمى "النّقّاش" الخشب بشظايا عظمية وسلك معدني فضي. يقطع الحرفي المسمى "الطّبّاع" عدة أنواع من الخشب ويلصقها على دعامة من الخشب الرقائقي.

## معلمين معروفون
- لمعلم بوجمعة العملي (حرفي خزف)[20]
- لمعلم عبد القادر الوزاني (آخر حرفيي صنعة البروكار في المغرب)[21][22]
- لمعلم عبد السلام كمال الدمناتي (حرفي خشب)[23]